# Commissione dei trasporti e delle telecomunicazioni del Consiglio nazionale (Svizzera)
La  Commissione dei trasporti e delle telecomunicazioni del Consiglio nazionale CTT-N (in tedesco Kommission für Verkehr und Fernmeldewesen des Nationalrates KVF-N, in francese Commission des transports et des télécommunications du Conseil national CTT-N, in romancio Cumissiun per traffic e telecommunicaziun dal Cussegl naziunal CTT-N) è una commissione tematica del Consiglio nazionale della Confederazione elvetica. È composta da 25 membri, di cui un presidente e un vicepresidente. È stata istituita il 25 novembre 1991.

## Funzione
La commissione si occupa dei seguenti temi:
- Traffico ferroviario
- Traffico stradale
- Aviazione civile
- Navigazione
- Telecomunicazioni
- Servizio pubblico (servizio universale e regolamentazione del mercato)
- Media e pluralità mediatica
- Imprese parastatali (FFS, La Posta, Swisscom, Skyguide, SSR)
- Sorveglianza della corrispondenza postale e del traffico delle telecomunicazioni